# Żywe trupy w Manchester Morgue
Żywe trupy w Manchester Morgue (wł. Non si deve profanare il sonno dei morti, ang. Let Sleeping Corpses Lie lub The Living Dead at Manchester Morgue) – włosko-hiszpański horror z 1974 roku w reżyserii Jorge Graua. Zdjęcia do filmu powstały w północnej Anglii (Manchester oraz hrabstwa Kumbria, Cheshire i Derbyshire).
Slogan reklamowy promował film jako „jeden z najlepszych horrorów o zombie w dziejach kina”.
Jorge Grau został za film uhonorowany podczas Katalońskiego MFF w Sitges, a także Nagrodę Koła Hiszpańskich Scenarzystów Filmowych w 1975 roku.

## Fabuła
Eksperymentalne pestycydy testowane na farmie powodują, że umarli powstają z grobów. Miejscowy policjant oskarża o morderstwa podróżującego hippisa.